# Jani Christou
Jani Christou (8. januar 1926 i Heliopolis Ægypten – 8. januar 1970 i Athen Grækenland) var en græsk komponist og pianist. 
Christou hører til Grækenlands mest fremtrædende komponister i den klassiske musik. Han studerede komposition i henholdsvis Rom, og Zürich. Han komponerede i begyndelsen i en atonal fri stil, men blev med tiden mere og mere serialist, med improvisation som grundelement i sine kompositioner. 
Han har komponeret tre symfonier,orkesterværker,klaver og vokalstykker.
Han døde på sin 44 års fødselsdag ved en bilulykke i Athen i 1970.

## Udvalgte værker
- Symfoni nr. 1 (1949-1950) - for mezzosopran og orkester
- Symfoni nr. 2 "Oraklet og dramaen" (1957-1958) - for kor og orkester
- Symfoni nr. 3 (1959-1962) (ufuldendt) - for orkester
- "Mysterium" (1965-1966) - for solister, kor, bånd og orkester
- "Phoenix musik" (1949) – for orkester
- "Latin Liturgi" (1953) - for orkester
- "Kong Ødipus"  (1969) – for orkester
- "Agamemnon" (1965) – for orkester
- "Toccata" (1962) – for klaver og orkester